# Daryl Homer
Daryl Homer (n. 16 iulie 1990, Saint Thomas⁠(d), United States Virgin Islands, SUA) este un scrimer american specializat pe sabie, campion pan-american în 2011, vicecampion mondial în 2015 și vicecampion olimpic în 2016.

## Carieră

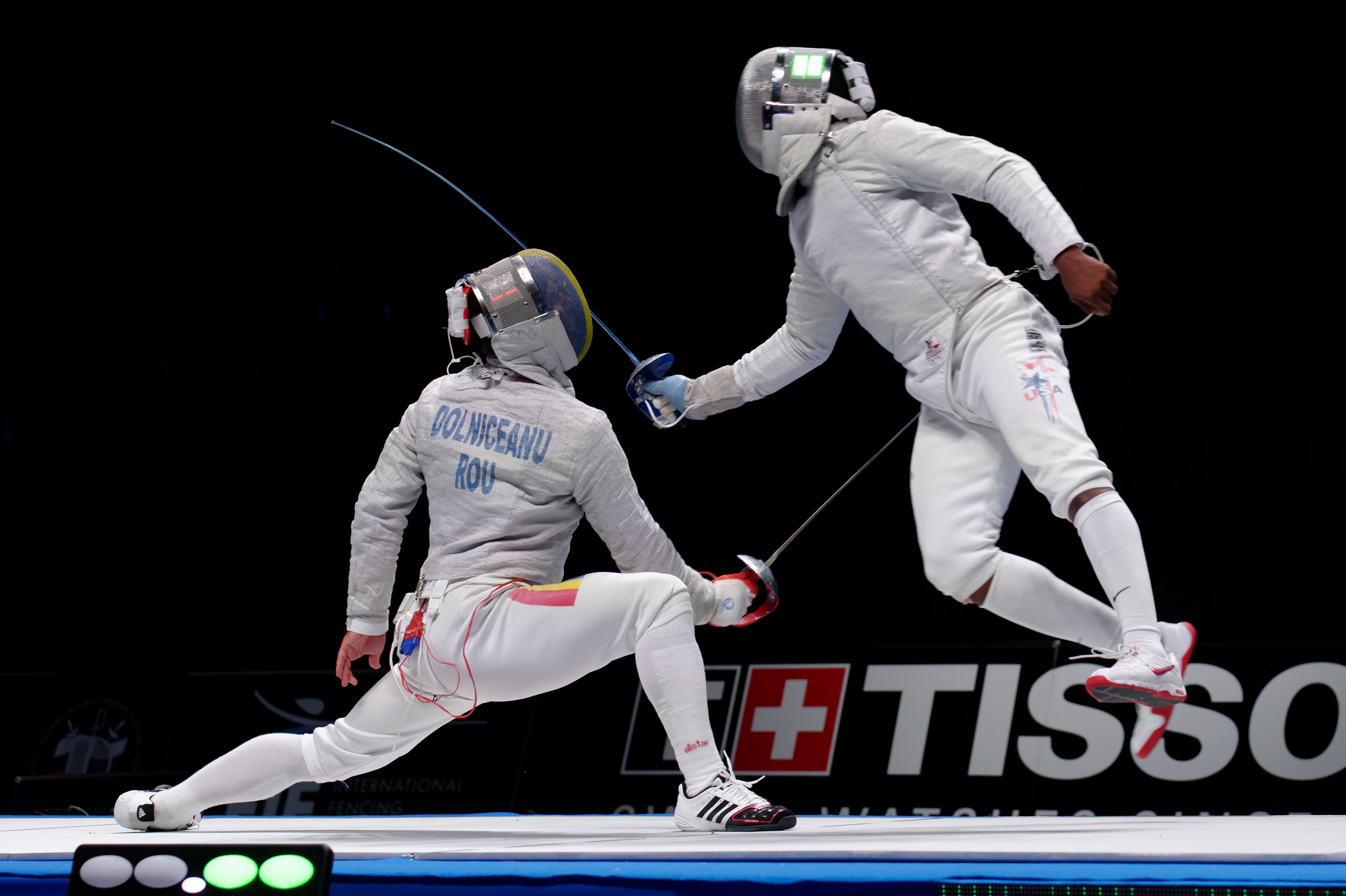
Homer (dreapta) îl înfruntă pe Dolniceanu (stânga) la CM din 2015

Daryl Homer s-a născut în Saint Thomas, una dintre Insulele Virgine Americane în Marea Caraibelor. Nu l-a cunoscut niciodată pe tatăl sau. S-a mutat în cartierul Bronx al orașului New York când era un copil, alături de mama sa și sora lui mai mică.
A luat un interes în scrima la vârsta de cinci ani, când a găsit într-un dicționar imaginea unui scrimer purtând masca neagră, ceea ce i-a părut „tare misto”. A început să practice la 11 ani cu Peter Westbrook, care era specializat pe sabie, apoi cu Iuri Ghelman. A cucerit o medalie de bronz la Campionatul Mondial pentru cadeți din 2007 și un alt bronz la Campionatul Mondial pentru juniori din 2009.
A câștigat prima sa medalie importantă cu aurul la Campionatul Pan-American din 2011. S-a calificat la Jocurile Olimpice din 2012 ca membru al lotului național american, liderul din zona Americi. La proba individuală a trecut din românul Tiberiu Dolniceanu în turul întâi, apoi de rusul Aleksei Iakimenko. A pierdut în sferturile de finală cu un alt român, Rareș Dumitrescu, clasându-se pe locul 6. La proba pe echipe, Americanii au fost eliminați de Rusia în sferturile de finală și au terminat pe locul 8.
În sezonul 2014-2015 a cucerit prima sa medalie la o etapă de Cupa Mondială cu un bronz la Seul. La Campionatul Mondial din 2015 de la Moscova a ajuns în semifinală, după ce a trecut de sud-coreeanul Gu Bon-gil, liderul clasamentului mondial. L-a învins pe Tiberiu Dolniceanu la o tușă, dar a pierdut în finală cu Aleksei Iakimenko și s-a mulțumit cu argintul, prima medalie mondială masculină de seniori din istoria scrimei americane.
La Jocurile Olimpice din 2016 a trecut succesiv de kazahul Iliia Mokrețov și de germanii Max Hartung și Matyas Szabo, ajungând în semifinale. A trecut la o tușă de iranianul Mojtaba Abedini, apoi a pierdut cu ungurul Áron Szilágyi, scorul fiind 8–15, și a obținut medalia de argint, prima pentru sabia americană masculină de după Paris 1904.

## Palmares
| An  | 2007 | 2008 | 2009 | 2010 | 2011 | 2012 | 2013 | 2014 | 2015 | 2016 |
| --- | ---- | ---- | ---- | ---- | ---- | ---- | ---- | ---- | ---- | ---- |
| Loc | 241  | 150  | 57   | 28   | 18   | 12   | 12   | 11   | 6    | 8    |

## Legături externe
- en  Prezentare Arhivat în 11 iulie 2015, la Wayback Machine. la Federația Americană de Scrimă
- en Daryl Homer la Olympedia.org
- Daryl Homer: Epic sabre compilation pe YouTube de Sydney Sabre Centre
- DARYL HOMER - Behind the Mask - sabre pe YouTube de Federația Internațională de Scrimă